# Лукино (муниципальное образование город Алексин)
Лукино — деревня в Тульской области России. С точки зрения административно-территориального устройства входит в Суходольский сельский округ, Алексинский район. В плане местного самоуправления входит в состав муниципального образования город Алексин.

## География
Деревня находится в восточной части Алексинского района, на правом берегу реки Вашана, к северо-востоку от посёлка городского типа Новогуровский, у границы с Заокским районом Тульской области.

## История
Лукино входило в состав прихода села Нижний Суходол, было приписано к приходу в 1790-е годы, вскоре после своего появления. В 1857 году в деревне Алексинского уезда Тульской губернии проживало 67 помещичьих крестьян.
В 1912 году в Алексинском уезде была проведена подворная перепись. Деревня Лукина относилась к Лукинскому сельскому обществу Суходольской волости. Имелось 15 наличных приписных хозяйств бывших крестьян помещика Скобельцына, итого 135 человек (64 мужчины и 71 женщина) наличного населения (из них 37 грамотных и полуграмотных и 5 учащихся).
Имелось 45 земельных наделов, всего 148,6 десятин надельной земли (110,8 десятин пашни, 9,7 — сенокоса, 14,4 — леса, 11,4 десятин усадебной земли и 2,3 — неудобной земли). 1 хозяйство сдавало в аренду 1,6 десятины удобной земли; арендовано было 1,6 десятины надельной земли в своей общине и 18 десятин вненадельной земли 14 хозяйствами. В пользовании наличных хозяйств находилось 164,2 десятины удобной земли, в том числе 128,7 десятин пашни, 9,7 десятин сенокоса.
Под посевами находилось 97,2 десятины земли (в том числе 5,5 десятин усадебной), из неё озимая рожь занимала 45,5 десятины, яровые овёс — 32,3 десятины, чечевица — 8,7 десятины, картофель — 4 (почти весь на усадебной земле), горох — 1,9, гречиха — 1,8, конопля — 1,4 (на усадебной земле), лён — 1,1 десятины и огородные овощи — 0,5 десятины (на усадебной земле).
У жителей было 30 лошадей, 47 голов крупного рогатого скота, 78 овец и 14 свиней.
Промыслами занимались 37 человек: 11 — местными (в своём селении) и 26 отхожими (в своей губернии и не только), из них 7 портных, 5 рабочих на фабрике, 3 токаря, 3 слесаря, 3 самоварщика, 2 солодовника.
В 1921 году жители деревни создали сельскохозяйственную артель «Луна», куда целиком и вступили. У артели был общественный сарай, три мельницы, сад, школа. Дела у артели шли плохо, к 1926 году одна её мельница и общественный сарай сгорели в результате двух пожаров, ещё одна мельница приносила крупные убытки. Затем жители деревни снова отстроили сгоревшую мельницу, но потом, летом 1926 года, у мельницы сорвало платину, а ещё один пожар уничтожил школу со свежепостроенными яслями. А под конец лета очередной пожар уничтожил ригу со свежесобранным урожаем, в результате чего потерявшая в совокупности 15 тысяч рублей и получившая иск от народного суда на 3500 рублей артель закрылась. По переписи 1926 года деревня Лукино входила в состав Грибовского сельсовета Алексинского района Тульской губернии, имелось 25 хозяйств (из них 22 крестьянских) и 140 жителей (55 мужчин, 85 женщин). Ко Второй мировой войне число дворов сократилось до 17.
В конце 2000-х годов было основано фермерское хозяйство (ныне ферма-отель) «Лукино», а в июле 2014 года освящён небольшой деревянный храм Николая Чудотворца. Также имеется около десятка частных жилых домов.

## Население
| 2010 |
| ---- |
| 0    |

По переписи 2002 года население деревни, входившей в Суходольский сельский округ, составляло 1 человек, русский, в 2010 году — деревня Шелепинского сельского поселения, без населения. По переписи 2021 года — снова 1 человек (русский).